# دنیس مارکوف
دنیس مارکوف (روسی: Денис Евгеньевич Макаров؛ زادهٔ ۱۸ فوریهٔ ۱۹۹۸) بازیکن فوتبال اهل روسیه است.
از باشگاه‌هایی که در آن بازی کرده‌است می‌توان به باشگاه فوتبال اورنبورگ اشاره کرد.
وی همچنین در تیم ملی فوتبال زیر ۲۱ سال روسیه بازی کرده‌است.